# ソリッドイマージョンレンズ
ソリッドイマージョンレンズ(Solid immersion lens : SIL)とは試料を高屈折率媒体で満たすことで、通常のレンズより高拡大率、高開口数を達成するためのレンズである。
SILは最初に光学顕微鏡での空間分解能を増強するために開発された。
SILには以下の2種類がある。
- 半球レンズ型 SIL: レンズが半球型をしており、平面部分が試料に接しているもの。理論的には開口数がレンズを構成する屈折率{\displaystyle n}倍される。

- ワイエルシュトラス SIL (超半球 SIL または 超SIL): 高さが{\displaystyle (1+1/n)r}で切り取られた、半径{\displaystyle r}の球形をしたレンズ。理論的には開口数がレンズを構成する屈折率{\displaystyle n^{2}}倍される。ただし、屈折角nと入射光の取りうる収束角に相反的な関係があり、両者の積{\displaystyle nsin\theta }は0.9弱が限界であり、結局実効開口数の最大は大差ない[2]。

## SILの応用

### ソリッドイマージョンレンズ顕微鏡
すべての光学顕微鏡は光の波動的性質により回折限界がある。SILを用いることにより、空間分解能を空気中での回折限界以上にすることができる。これは遠方界イメージング、近接場イメージングの双方に用いられる。
近接場イメージングでは、レンズの屈折率が高すぎて全反射を起こしてしまうときエバネッセント波としてこの成分を使うことが出来る。　

### 光学記録媒体
SILによる高い空間分解能により、レーザービームのスポットサイズを空気中での回折限界以下にすることができるため、光学記録媒体の情報密度を向上させることができる。

### フォトリソグラフィー
液浸リソグラフィーと同様にソリッドイマージョン効果を利用しリソグラフパターンの空間分解能を向上させる。半導体の微小部品をウェハ上に作成するときなど用いられる。